# Groß Vollstedt
Groß Vollstedt település Németországban, Schleswig-Holstein tartományban. Lakosainak száma 986 fő (2023. december 31.). Groß Vollstedt Emkendorf, Bokel, Ellerdorf, Warder, Langwedel (Holstein) és Westensee községekkel határos.

## Népesség
A település népességének változása:
| Lakosok száma | 653  | 989  | 998  | 965  | 989  | 986  |
|               | 1975 | 2017 | 2019 | 2021 | 2022 | 2023 |